# Regione Sudorientale
La Regione Sudorientale  (in macedone Југоисточен регион?) è una delle regioni statistiche della Macedonia del Nord. Comprende 10 comuni e confina con la Grecia e la Bulgaria. Internamente, confina con le regioni orientale e di Vardar.

## Comuni

I comuni della regione

La regione è divisa in 10 comuni:
1. Bogdanci
2. Bosilovo
3. Dojran
4. Gevgelija
5. Konče
6. Novo Selo
7. Radoviš
8. Strumica
9. Valandovo
10. Vasilevo

## Società

Mappa dei maggiori gruppi etnici della regione

### Evoluzione demografica
In base al censimento del 2002, la popolazione è di 171 416 abitanti.
| Anno censimento | Popolazione | Differenza |
| --------------- | ----------- | ---------- |
| 1994            | 167 941     | N/A        |
| 2002            | 171 416     | +3.13%     |

### Etnie e minoranze straniere
|          | Numero  | %     |
| TOTALE   | 171 416 | 100   |
| Macedoni | 154 957 | 90.39 |
| Turchi   | 12 661  | 7.38  |
| Serbi    | 1 194   | .69   |
| altri    | 2 604   | 1.51  |